# Yungchen Lhamo
Yungchen Lhamo གཡང་ཆེན་ལྷ་མོ། (Lhasa, 1966) è una cantante e compositrice tibetana.
Esiliata a New York (Stati Uniti), lavora per l'etichetta discografica Real World Records di Peter Gabriel.

## Discografia
- Tibetan Prayer (1995)
- Tibet, Tibet (1996)
- Coming Home (1998)
- Ama (2006)